# Murcia (djur)
Murcia är ett släkte av kvalster. Murcia ingår i familjen Ceratozetidae.

## Dottertaxa tillMurcia, i alfabetisk ordning[1]
- Murcia acaroides
- Murcia angustata
- Murcia austroamericana
- Murcia biarea
- Murcia boletorum
- Murcia brevicuspis
- Murcia caucasica
- Murcia copperminensis
- Murcia deliensis
- Murcia ephippiata
- Murcia formosa
- Murcia fumigata
- Murcia furcata
- Murcia heteroporosa
- Murcia hirtus
- Murcia latincisa
- Murcia latirostris
- Murcia longipilis
- Murcia montana
- Murcia monticola
- Murcia myrica
- Murcia neglecta
- Murcia nova
- Murcia obesa
- Murcia oblongarea
- Murcia ocotlicus
- Murcia ogilviensis
- Murcia perfecta
- Murcia perlongum
- Murcia persimilis
- Murcia polaris
- Murcia punctata
- Murcia rausensis
- Murcia rotunda
- Murcia rotundicuspidata
- Murcia ruber
- Murcia serrata
- Murcia setiger
- Murcia spatulasetosa
- Murcia spinogenuala
- Murcia striata
- Murcia tectopedacuta
- Murcia tepetlensis
- Murcia tianshanensis
- Murcia tjanshanica
- Murcia trimaculata